# Artschar-Halbinsel
Die Artschar-Halbinsel (bulgarisch полуостров Арчар poluostrow Artschar) ist eine 3 km lange Halbinsel am nordwestlichen Ausläufer von Greenwich Island im Archipel der Südlichen Shetlandinseln. Sie liegt zwischen der Razlog Cove im Norden und der McFarlane Strait im Süden. Die nordwestliche Hälfte der Landspitze ist in den antarktischen Sommermonaten unverschneit.
Die bulgarische Kommission für Antarktische Geographische Namen benannte sie 2005 nach der Ortschaft Artschar im Nordwesten Bulgariens, die international für die Ruinen der Römerstadt Ratiaria bekannt ist.